# Cenacolo di Monteoliveto

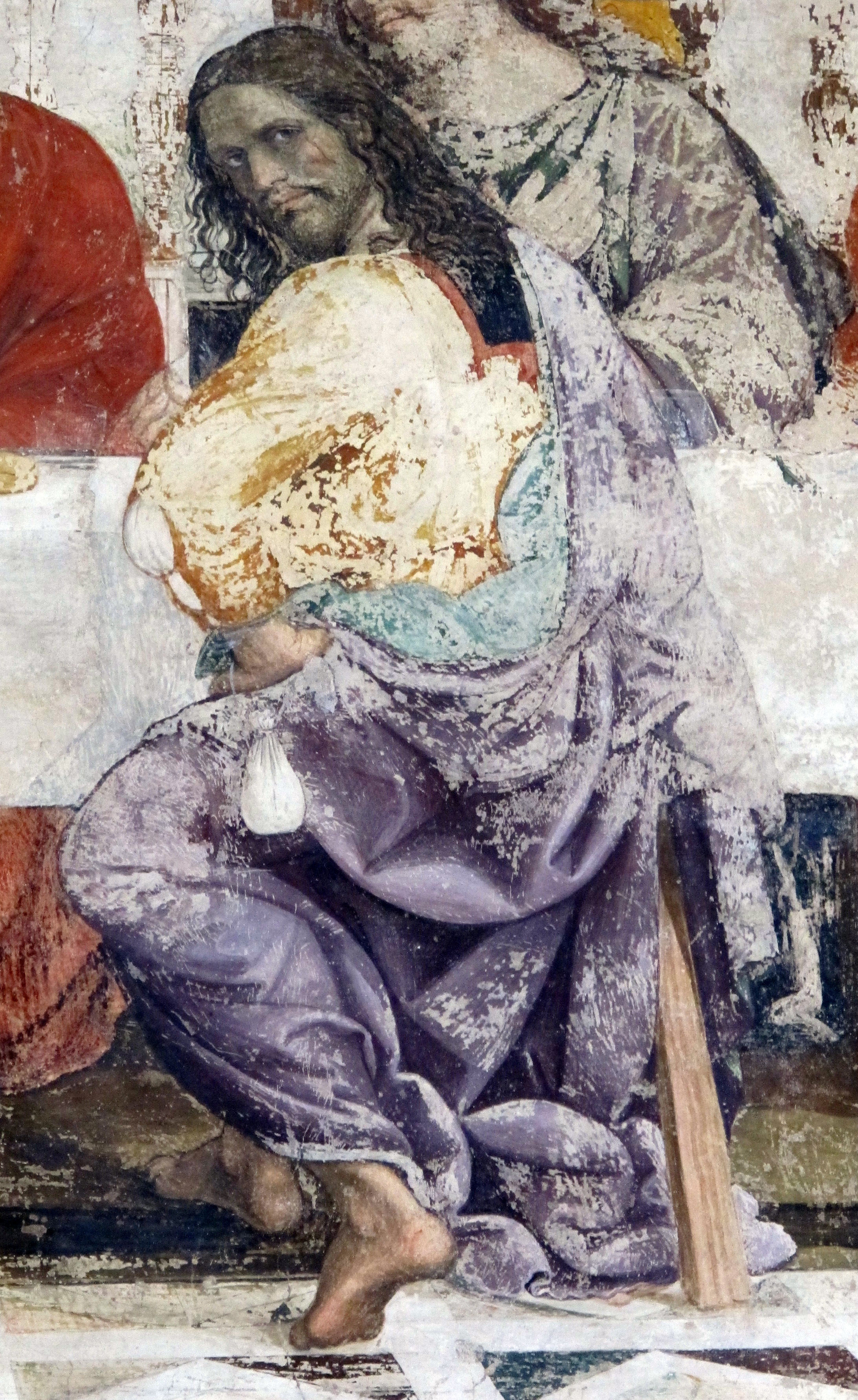
Dettaglio del Giuda con l'autoritratto

Il Cenacolo di Monteoliveto è un affresco (247 × 625 cm) del Sodoma, databile al 1515-1516 circa e conservato nella chiesa di San Bartolomeo a Monteoliveto a Firenze.

## Storia
Ricordato da Vasari, si trovava nel refettorio del monastero olivetano, dove venne ritrovato sotto un'antica intonacatura nel 1895. In cattive condizioni di conservazione in parte perduto per la trasformazione della parete quando l'ambiente era stato adattato ad abitazione del parroco.
La datazione dell'opera al 1516 circa è confermata dalla notizia vasariana della commissione da parte di Isidoro Brandolini, abate dal maggio 1515 al maggio 1517 e successivamente dal 1520 al 1522, e da una lettera di Jacopo V Appiani a Lorenzo de' Medici duca di Urbino del 18 giugno 1515 (pubblicata da Gaetano Milanesi) che intende raccomandargli l'artista già in città coi propri cavalli da Piombino per la corsa del palio di San Barnaba (11 giugno).
Non stupisce che l'artista fosse richiesto dagli Olivetani: aveva già lavorato nel monastero di Sant'Anna in Camprena a Pienza (1503-1504) ed aveva completato il prestigioso e impegnativo ciclo delle Storie di san Benedetto nel chiostro grande della casa madre dell'Ordine, l'abbazia di Monteoliveto Maggiore.

## Descrizione e stile
Vasari ricordò che l'affresco fu fatto quasi di getto, con poco studio, e che fu oggetto di beffa verso l'autore: «fu uccellato, e fatto beffe delle sue pazzie da coloro che aspettavano che dovesse fare qualche opera straordinaria, nei giorni del Palio di San Bernaba». Tale cattiva fama forse può essere stata all'origine della ricopertura dell'opera.
L'Ultima cena è ambientata in una terrazza con pavimento a riquadri marmorei e una balaustra sullo sfondo, che riecheggia la scatola prospettica del Cenacolo di Passignano del Ghirlandaio, che il Sodoma ebbe sicuramente modo di vedere, essendo a metà strada tra Firenze e Siena, dove teneva abitualmente residenza. Tale schema spaziale si ritrova anche in altre opere dell'artista, come nelle Nozze di Alessandro e Rossane a Villa La Farnesina a Roma.
Gli apostoli sono disposti in fila dietro la tavola ad eccezione di Giuda che è, come di consueto nella tradizione fiorentina, sul lato opposto, verso lo spettatore. Originale e spregiudicato è l'inserimento dell'autoritratto dell'artista nelle sue fattezze, e lo sguardo quasi di sfida che rivolge a chi guarda.
Le figure degli apostoli, dalla ricca cromia e dall'accentuata possanza fisica, riecheggiano tutti gli spunti più moderni allora disponibili, da Raffaello a Michelangelo, fino al cenacolo Vinciano (soprattutto nello sfumato della testa di Giuda).